# Туркало Марія Петрівна
Туркало Марія Петрівна (1895–1970) — українська письменниця.

## З біографії
Народ. 9 січня 1895 р. у Петербурзі.
Закінчила Петербурзький інститут шляхетних дівчат (1913). У 1917
р. переїхала до Києва. У 1943 р. емігрувала. Перекладала твори
Ч. Діккенса, Дж. Лондона, Ж. Верна.
Померла 28 липня 1970 р. у Нью-Йорку.
Автор «Легенди про хліб».